# ميزة (تعلم الآلة)
الميزة أو السِّمَة أو الخاصية (بالإنجليزية: feature)‏ هو مصطلح يستعمل في مجالات تعلم الآلة التعلم والتعرف على الأنماط، وهي خصية يمكن قياسها لظاهرة ما تحت الدراسة. ان تحديد واختيار الميزة المستقلة هي خطوة ضرورية من أجل تطوير خوارزميات فعالة في تمييز الأنماط، والتصانيف الاحصائية و التحليل الانحداري. عادة ما يختار الميزات الرقمية، ولكن يمكن استخدام سمات هيكلية مثل السلاسل والرسوم البيانية في التعرف على الأنماط. يتصل مفهوم الـ «ميزة»  بالمتغير التفسيري المستخدم في التقنيات الإحصائية مثل الانحدار الخطي.

## أمثلة
في علم التعرف على الحروف، تُحدد الميزات عن طريق الرسوم البيانية التي تحصي عدد البكسلات السوداء على طول الاتجاهين الأفقي والرأسي وكذلك عدد الثقوب الداخلية وضربات القلم ومشابه.
في علم التعرف على الكلام ، تُحدد ميزات الفونيمات بتحديد نسبة الاصوات للضوضاء. طول الأصوات، القوة النسبية،  تتطابق عوامل التصفية وغيرها الكثير.
في خوارزميات تحديد السخام،  تُحدد الميزات بناء على وجود أو غياب كلمات معينة في رأس بريد الرسالة، بنية ووتيرة اللغة المستعملة نمط الستعمال المصطلحات والاخطاء النحوية للنص.
في مجال رؤية الحاسوب، هناك عدد كبير من الميزات التي قد تستعمل منها حواف الأشكال.

## للاستزادة
- متغير مستقل ومتغير تابع
- استخلاص المميزات